# Only Music Survives
Only Music Survives è il singolo discografico d'esordio della conduttrice televisiva italiana Alba Parietti. Per l'attività di cantante, Parietti scelse di essere accreditata semplicemente come Alba.

## Descrizione
Singolo d'esordio di Alba Parietti come cantante, che si firma con il solo nome di Alba, Only Music Survives viene composto da Lino Nicolosi e Dora Carofiglio allora cantante dei Novecento, sui testi di Otello Sacchetto.
Il singolo viene pubblicato in Italia dall'etichetta discografica Merak Music solamente su vinile in due formati: 7", con numero di catalogo MK 68001, e 12", con numero di catalogo MKX 010. I due supporti riportano il medesimo brano su entrambi i lati, in due mixaggi differenti, sul lato A per opera di Lino Nicolosi e Roberto Gasperini, sul lato B per opera di Nicolosi e M. Foltz. I medesimi due formati vengono pubblicati anche all'estero: in Belgio da Indisc, in Francia e Germania da Baby Records e Polydor.
Il singolo si colloca al 35º posto della classifica annuale italiana.

## Tracce
7"
1. Only Music Survives (mixato da Lino Nicolosi, Roberto Gasperini) – 4:17 (testo: Otello Sacchetto – musica: Dora Carofiglio e Lino Nicolosi)
2. Only Music Survives (mixato da Lino Nicolosi, M. Foltz) – 3:45 (testo: Otello Sacchetto – musica: Dora Carofiglio)

Durata totale: 8:02
12"
1. Only Music Survives (mixato da Lino Nicolosi, Roberto Gasperini) – 7:35 (testo: Otello Sacchetto – musica: Lino Nicolosi e Dora Carofiglio)
2. Only Music Survives (mixato da Lino Nicolosi, M. Foltz) – 5:59 (testo: Otello Sacchetto – musica: Dora Carofiglio e Lino Nicolosi)

Durata totale: 13:34

## Crediti
- Dora Carofiglio - voce
- Lino Nicolosi - arrangiamenti, produzione
- Pino Nicolosi - arrangiamenti
- Roberto Gasparini - arrangiamenti, produzione

## Edizioni
- Only Music Survives/Only Music Survives (Merak Music, MK 68001, 7") Italia
- Only Music Survives/Only Music Survives (Merak Music, MKX 010, 12") Italia
- Only Music Survives/Only Music Survives (Indisc, MKX 1268001, 12") Belgio
- Only Music Survives/Only Music Survives (Baby Records/Polydor, 883 286-1, 7") Francia
- Only Music Survives/Only Music Survives (Baby Records/Polydor, 883 286-7, 7") Francia
- Only Music Survives/Only Music Survives (Baby Records/Polydor, 883 286-1, 12") Francia
- Only Music Survives/Only Music Survives (Polydor, 883 298-7, 7") Germania
- Only Music Survives/Only Music Survives (Polydor,  883 298-1, 12") Germania